# ヌウォフェ・アレグザンダー
ヌウォフェ・アレグザンダー（Nwofe Alexander、朝鮮語: 은워페 알렉산더）は、ナイジェリアの外交官、大使。2012年から2015年にかけて、在朝鮮民主主義人民共和国大使を務めていた。愛称はアレックス・ヌウォフェ（Alex Nwofe）。
2017年11月の時点で、後継の在北朝鮮ナイジェリア大使は未だ任命されておらず、エリシャ・アモス臨時代理大使が在北朝鮮ナイジェリア外交使節団の長を務めている。